# NGC 6814
NGC 6814 أو إن جي سي 6814 هي مجرة حلزونية متوسطة ضمن كوكبة العقاب.